# Put Out the Fire
A Put Out the Fire a hatodik dal a brit Queen együttes 1982-es Hot Space albumáról. A szerzője Brian May gitáros volt.
Az 1980-as Another One Bites the Dust kislemez sikere után az együttes a dance, funk és disco stílusok felé nyitott, ez meghatározó volt az album egészét illetően. A Put Out the Fire azonban valamelyest kilóg a sorból, ez idézi fel leginkább a hagyományosabb Queen-hangzást.  Nem véletlen, hogy 1997-ben helyet kapott az együttes rockosabb dalait tömörítő Queen Rocks válogatásalbumon. Az album felvételei alatt pár sikertelen gitárszóló után May és Reinhold Mack producer megittak pár italt egy klubban, majd visszatérve a stúdióba ittas állapotban vették fel a szólót. Az album egyéb dalaitól eltérően ebben egyáltalán nem hallható szintetizátor.
Az albumot követő Hot Space turné amerikai és japán szakaszán a Dragon Attack mellett ezt is a Now I’m Here közepén játszották. Így felkerült a 2004-es Queen on Fire – Live at the Bowl DVD extrái közé .

## Közreműködők
- Ének: Freddie Mercury
- Háttérvokál: Freddie Mercury, Roger Taylor, Brian May

Hangszerek:
- Brian May: Red Special
- John Deacon: Fender Precision Bass
- Roger Taylor: Ludwig dobfelszerelés, Simmons elektronikus dobfelszerelés